# 中国人民政治协商会议全国委员会办公厅老干部局
中国人民政治协商会议全国委员会办公厅老干部局（简称全国政协办公厅老干部局），是中国人民政治协商会议全国委员会机关的工作部门之一，隶属中国人民政治协商会议全国委员会办公厅。

## 沿革
1994年机构改革后，全国政协办公厅下设11个行政局级机构，4个事业单位。其中，11个行政局级机构里含中国人民政治协商会议全国委员会办公厅离退休干部局（简称全国政协办公厅离退休干部局）。
2002年机构改革后，全国政协办公厅下设1个副部级机构，15个行政局级机构，5个事业单位。其中，15个行政局级机构里含中国人民政治协商会议全国委员会办公厅老干部局（简称全国政协办公厅老干部局）。

## 机构设置
- 办公室
- 组织宣传处[2]
- 服务管理处
- 文体活动处[3]
- 医务室

## 历任领导
| 局长 - 班俊义（？—？） …… - 金靖宇（？—？） - 吴晓光（？—？） - 郑燕军（？—） 巡视员 …… - 王晓红（？—？） | 副局长 …… - 张简宁（？—？） 副巡视员 …… - 赵建忠（？—？） |